# Sceptridium biternatum
Sceptridium biternatum là một loài dương xỉ trong họ Ophioglossaceae. Loài này được Savigny Lyon mô tả khoa học đầu tiên năm 1905.